# Trevor Rabin
Trevor Charles Rabin (ur. 13 stycznia 1954 w Johannesburgu) – południowoafrykański muzyk i kompozytor rockowy. Jego głównym instrumentem jest gitara, występował także jako wokalista i klawiszowiec. W późnych latach 70. zdobył popularność w Republice Południowej Afryki. Od lat 80. mieszka w Stanach Zjednoczonych. Jest najbardziej znany jako gitarzysta Yes oraz kompozytor i wykonawca muzyki filmowej.

## Młodość i działalność w RPA
Trevor Rabin przyszedł na świat w zasymilowanej żydowskiej rodzinie muzycznej (matka nauczała gry na fortepianie, ojciec grał na skrzypcach w orkiestrze symfonicznej). Dwa zespoły w których grał w młodości: Conglomeration oraz Freedom's Children nie pozostawiły nagrań płytowych.
W 1974 Rabin założył swoją pierwszą profesjonalną grupę: Rabbitt. Innymi członkami zespołu byli:
- Neil Cloud (perkusja),
- Ronnie Robot (gitara basowa),
- Duncan Faure (klawisze, gitara, wokal).

Pierwszym singlem Rabbit był Locomotive Breath, cover Jethro Tull. Rabbit, zespół niemal nieznany na arenie międzynarodowej, zdobył wielką popularność w RPA. Określano ich wręcz jako „południowoafrykańskich Beatlesów”. Zespół nagrał dwie płyty: Boys Will Be Boys (1976) oraz Croak And Grunt In The Night (1977). Muzyka na nich zawarta to standardowy choć efektowny hard rock. Niezależnie od gry w Rabbit, Rabin stał się cenionym muzykiem sesyjnym.
W 1977 Rabin odszedł z Rabbit. Głównym powodem były problemy z międzynarodową promocją grupy. Niemożliwa była na przykład trasa po Stanach Zjednoczonych, gdyż w tym okresie artyści z Południowej Afryki podlegali bojkotowi z powodu polityki apartheidu w tym kraju. Rabbit po nagraniu jednej płyty bez Rabina rozwiązał się.

## Kariera solowa
W 1978 Rabin zamieszkał w Londynie. Tu nagrał trzy płyty, których producentem był Ray Davies z The Kinks
- Trevor Rabin (znana również jako Beginnings) (1978)
- Face To Face (1979)
- Wolf (1981)

Płyty te wpisują się w melodyjną i komercyjną odmianę hard rocka, określaną jako rock stadionowy (AOR). Zauważalne też stawały się wpływy progresywne i jazzowe. Na płycie Wolf gościnny udział wzięli m.in. Simon Philips, Manfred Mann i Jack Bruce.
W 1981 przeniósł się do Los Angeles i podpisał kontrakt z wytwórnią Geffen. Jednak ani Geffen, ani amerykańskie wytwórnie płytowe nie były zainteresowane dalszymi płytami solowymi, w których nie widziano komercyjnego potencjału. Wytwórnia za to zaproponowała mu dołączenie do tworzonej przez managera Briana Lane’a supergrupy w której mieli się znaleźć Carl Palmer, Rick Wakeman i John Wetton. Do formalnego zawiązania zespołu nie doszło z powodu nagłej rezygnacji Wakemana. Geffen wykorzystało jednak już pozyskanych muzyków, w ten sposób powstała Asia ze Steve’em Howe’em zamiast Rabina w roli gitarzysty i Geoffem Downesem zamiast Wakemana, która wkrótce zdobyła ogromną popularność.

## Jako gitarzysta Yes
W 1982 dołączył do muzyków Yes, Chrisa Squire oraz Alana White, którzy planowali płytę pod nazwą Cinema. Po tym, gdy do grupy dołączył Tony Kaye oraz Jon Anderson, przyjęła ona nazwę Yes.
Razem z Yes Rabin nagrał w latach 80. dwie płyty, 90125 oraz Big Generator, gdzie jako kompozytor, gitarzysta i autor dużej części partii klawiszowych przyczynił się do nowoczesnego, skomercjalizowanego wizerunku grupy. Skomponowany przez Rabina utwór Owner of a Lonely Heart stał się największym przebojem Yes, osiągając pierwsze miejsce amerykańskich list przebojów.
W roku 1989 Yes rozpadł się na dwie części, które weszły w spór prawa do używania nazwy „Yes”.
- czterech muzyków założyło grupę Anderson Bruford Wakeman Howe, która nagrała tak też zatytułowaną płytę i koncertowała
- tzw. Yes West, czyli muzyków ze składu, który nagrał Big Generator uzupełnionych o Billy’ego Sherwooda. Ta grupa ograniczyła się do prób studyjnych.

Trevor Rabin zachował w tym sporze neutralność i wrócił na krótki czas do kariery solowej. Nagrał wtedy płytę Can't Look Away, jej producentem został Bob Ezrin, znany ze współpracy z Rogerem Watersem.
Po mediacji wytwórni płytowej Arista, Yes reaktywował się w roku 1990 w ośmioosobowym składzie. Poza Trevorem Rabinem, drugim gitarzystą został Steve Howe (grający w zespole w latach 70.). Wydana w 1991 płyta Union zawierała jednak tylko cztery utwory „Yes West” z udziałem Rabina.
Skład Yes z Union rozpadł się po światowej trasie koncertowej w latach 1991–1992. Zespół (w składzie z 90125 i Big Generator) był nadal zobowiązany do nagrania jednej płyty. W 1994 wydano płytę Talk uznawaną za największe osiągnięcie artystyczne w historii grupy z Trevorem Rabinem w składzie.
Sam Rabin podjął się całkowicie produkcji płyty. Talk został zarejestrowany w całości na dyskach twardych, był to jeden z pierwszych albumów na świecie nagranych w taki sposób.
Po krótkiej trasie koncertowej, w 1995 Trevor Rabin, który dalszą współpracą z Yes nie był zainteresowany, opuścił zespół. Wraz z Rogerem Hodgsonem podjął wtedy nieudaną próbę reaktywacji Supertramp.

## Po odejściu z Yes
Trevor Rabin stał się w latach 90. popularnym kompozytorem muzyki filmowej. Stworzył muzykę do takich filmów jak Armageddon, 12 rund, Con Air – lot skazańców, Skarb narodów, czy też Uczeń czarnoksiężnika.
W latach 2010–2018 razem z Jonem Andersonem i Rickiem Wakemanem prowadził grupę Anderson Rabin Wakeman, która w 2017 zmieniła nazwę na „Yes Featuring Jon Anderson, Trevor Rabin, Rick Wakeman”.
W 2012 nagrał instrumentalną płytę Jacaranda. W październiku 2023 ukazała się jego płyta Rio, zawierająca pierwsze od po 30 latach utwory wokalne Rabina.